# Pelignos
Los pelignos  fueron un pueblo itálico de Italia central que vivía en el corazón de los Apeninos. Tenían al oeste a los marsos, al sur a los samnitas, al este a los frentanos y al norte a los vestinos.
Rufo Festo los otorga origen ilirio pero Ovidio, nativo de la zona, expresamente dice que eran un pueblo sabélico. 
Aparecen mencionados el 343 a. C. cuando entraron en guerra los latinos, pero no se saben ni las causas ni el resultado de ésta. Un poco después aparecen como aliados de Roma, junto con los marsos, dejando pasar un ejército romano que venía del Samnio e iba a Campania, mientras los vestinos se declararon a favor de los samnitas.
El 308 a. C. los marsos y pelignos se separaron de la alianza romana, y los dos pueblos fueron derrotados por Quinto Fabio Máximo Ruliano; en el 304 a. C. pidieron la paz y la obtuvieron en términos favorables. Desde entonces fueron aliados fieles. El 295 a. C. atacaron a los samnitas en su retirada después de la batalla de Sentino y destruyeron una columna de mil hombres. Los pelignos son muy pocos mencionados en la historia de los años siguientes. Se sabe que abastecían a Roma con los contingentes correspondientes y permanecían aliados fielmente. Polibio no los menciona entre los pueblos aliados de Italia de 225 a. C. pero probablemente fue un descuido. En la segunda guerra púnica permanecieron leales a pesar de que su territorio fue asolado por Aníbal. En el 205 a. C. aportaron voluntarios para el ejército de Escipión el Africano.
En la guerra Social fueron los primeros, junto con los marsos, en alzarse contra el gobierno. Su capital, Corfinium, fue rebautizada como Itálica y su república llamada Italia; aunque más tarde esta capital fue abandonada en favor de Aesernia. Los pelignos fueron derrotados por Servio Sulpicio Galba el 90 a. C. y el 89 a. C. y se rindieron junto con los marrucinos y los vestinos. Tras la guerra Social, los pelignos, al igual que todos los demás itálicos, lograron obtener la plena ciudadanía romana a través de la Lex Plautia Papiria, volviéndose definitivamente parte integrante de la Italia romana y siendo incluidos en la tribu Sergia, junto con marsos y sabinos.
En la guerra entre César y Pompeyo, su ex capital, Corfinium, fue ocupada por Cneo Domicio Enobarbo en el 49 a. C., con tropas reclutadas entre marsos y pelignos, pero cuando las tropas empezaron a desertar se rindió. 
En la guerra civil entre Vespasiano y Vitelio se declararon por el primero.
Dentro de Italia, Augusto los incluyó en la Regio IV Samnium.
Las principales ciudades de los pelignos fueron Corfinium, Sulmo y Superaequum, todas mencionadas por Plinio el Viejo si bien la última de situación desconocida. Los mismos nombres aparecen en Liber coloniarum. Estrabón menciona la ciudad de Cuculum a la derecha de la vía Valeria, que es la moderna Cocullo. En la Tabla de Peutinger aparece Statulae, que estaba a diez km de Corfinium. Las montañas del país eran conocidas por Mons Imeus.